# Communauté de communes Seine Fontaine Beauregard
Die Communauté de communes Seine Fontaine Beauregard war ein französischer Gemeindeverband mit der Rechtsform einer Communauté de communes im Département Aube in der Region Grand Est. Sie wurde am 25. August 1965 gegründet und umfasste 17 Gemeinden. Der Verwaltungssitz befand sich im Ort Saint-Mesmin.

## Historische Entwicklung
Am 1. Januar 2017 wurde der Gemeindeverband mit der Communauté de communes de Plancy-l’Abbaye zur neuen Communauté de communes Seine et Aube zusammengeschlossen.

## Ehemalige Mitgliedsgemeinden
1. Chapelle-Vallon
2. Châtres
3. Chauchigny
4. Droupt-Saint-Basle
5. Droupt-Sainte-Marie
6. Étrelles-sur-Aube
7. Fontaine-les-Grès
8. Les Grandes-Chapelles
9. Longueville-sur-Aube
10. Méry-sur-Seine
11. Mesgrigny
12. Prémierfait
13. Rilly-Sainte-Syre
14. Saint-Mesmin
15. Saint-Oulph
16. Savières
17. Vallant-Saint-Georges